# Sticherus
Sticherus, rod papratnica iz porodice Gleicheniaceae, dio reda Gleicheniales. 
Postoji 91 priznata vrsta i tri hibridne. Rod je rasprostranjen po pantropskim područjima.

## Vrste
1. Sticherus albus J. Gonzales
2. Sticherus antillensis J.Gonzale
3. Sticherus arachnoideus Østerg. & B. Øllg.
4. Sticherus aurantiacus Østerg. & B. Øllg.
5. Sticherus bifidus (Willd.) Ching
6. Sticherus blepharolepis (Sodiro) Ching
7. Sticherus bolanicus (Rosenst.) Copel.
8. Sticherus boliviensis (Maxon & C. V. Morton) J. Gonzales
9. Sticherus brackenridgei (E. Fourn.) H. St. John
10. Sticherus brassii (C. Chr.) Copel.
11. Sticherus brevitomentosus Østerg. & B. Øllg.
12. Sticherus chocoensis J. Gonzales
13. Sticherus compactus (Christ) Nakai
14. Sticherus cryptocarpus (Hook.) Ching
15. Sticherus cubensis (Underw.) J. Gonzales
16. Sticherus cundinamarcensis (Hieron.) Nakai
17. Sticherus cunninghamii (Heward ex Hook.) Ching
18. Sticherus decurrens (Raddi) J. Gonzales
19. Sticherus erectus (C. Chr.) Copel.
20. Sticherus farinosus (Kaulf.) Ching
21. Sticherus ferrugineus (Desv.) J. Gonzales
22. Sticherus flabellatus (R. Br.) H. St. John
23. Sticherus flagellaris (Bory ex Willd.) Ching
24. Sticherus fulvus (Desv.) Ching
25. Sticherus furcatus (L.) Ching
26. Sticherus fuscus J. Gonzales
27. Sticherus gnidioides (Mett.) Nakai
28. Sticherus gracilis (Mart.) Copel.
29. Sticherus hastulatus (Rosenst.) Nakai
30. Sticherus hirtus (Blume) Ching
31. Sticherus hispaniolensis J. Gonzales ined.
32. Sticherus hispidus (Mett. ex Kuhn) Copel.
33. Sticherus holttumii L. V. Lima & Salino
34. Sticherus hooglandii (Holttum) Perrie
35. Sticherus hypoleucus (Sodiro) Copel.
36. Sticherus impressus (Parris) Parris
37. Sticherus inflexus Pic. Serm.
38. Sticherus interjectus (Jermy & T. G. Walker) J. Gonzales
39. Sticherus intermedius (Baker) Chrysler
40. Sticherus jacha J. Gonzales
41. Sticherus jamaicensis (Underw.) Nakai
42. Sticherus lanosus (Christ) J. Gonzales
43. Sticherus lanuginosus (Fée) Nakai
44. Sticherus lechleri (Mett. ex Kuhn) Nakai
45. Sticherus lepidotus (R. A. Rodr.) R. A. Rodr. & Ponce
46. Sticherus litoralis (Phil.) Nakai
47. Sticherus lobatus Wakef.
48. Sticherus loheri (Christ) Copel.
49. Sticherus longipinnatus (Hook.) Ching
50. Sticherus maritimus (Hieron.) Nakai
51. Sticherus melanoblastus (Alston) Østerg. & B. Øllg.
52. Sticherus milnei (Baker) Ching
53. Sticherus montaguei (Compton) Nakai
54. Sticherus moyobambensis J. Gonzales
55. Sticherus nervatus J. Gonzales
56. Sticherus nigropaleaceus (Sturm) J. Prado & Lellinger
57. Sticherus nudus (Moritz ex Reichardt) Nakai
58. Sticherus oceanicus (Kuhn) Ching
59. Sticherus orthocladus (Christ) Chrysler
60. Sticherus ovatus J. Gonzales
61. Sticherus owhyhensis (Hook.) Ching
62. Sticherus pallescens (Mett.) Vareschi
63. Sticherus penniger (Mart.) Copel.
64. Sticherus peruvianus (Maxon) A. R. Sm., M. Kessler & J. Gonzales
65. Sticherus pruinosus (Mart.) Ching
66. Sticherus pseudoscandens (Alderw.) Copel.
67. Sticherus pteridellus (Christ) Copel.
68. Sticherus pulcher Copel.
69. Sticherus quadripartitus (Poir.) Ching
70. Sticherus reflexipinnulus (C. Chr.) Copel.
71. Sticherus remotus (Kaulf.) Chrysler
72. Sticherus retroflexus (Bornm. ex Christ) Copel.
73. Sticherus revolutus (Kunth) Ching
74. Sticherus rubiginosus (Mett.) Nakai
75. Sticherus rufus J. Gonzales
76. Sticherus salinoi L. V. Lima
77. Sticherus simplex (Desv.) Ching
78. Sticherus squamosus (Fée) J. Gonzales
79. Sticherus squamulosus (Desv.) Nakai
80. Sticherus strictissimus (Christ) Copel.
81. Sticherus tahitensis (Copel.) H. St. John
82. Sticherus tener (R. Br.) Ching
83. Sticherus tepuiensis A. R. Sm.
84. Sticherus tomentosus (Cav. ex Sw.) A. R. Sm.
85. Sticherus truncatus (Willd.) Nakai
86. Sticherus umbraculifer (Kunze) Ching
87. Sticherus underwoodianus (Maxon) Nakai
88. Sticherus urceolatus M. Garrett & Kantvilas
89. Sticherus velatus (Kunze) Copel.
90. Sticherus venosus Copel.
91. Sticherus vestitus (Blume) Ching
92. Sticherus × leonis (Maxon) J. Gonzales
93. Sticherus × pseudobifidus (Jermy & T. G. Walker) J. Gonzales
94. Sticherus × subremotus (Jermy & T. G. Walker) J. Gonzales

## Sinonimi
- Dicranopteris Underw.
- Mertensia Willd.
- Mesosorus Hassk.